# Francesco Oradini
Francesco Oradini (Trento, 5 ottobre 1698 – Trento, 15 giugno 1754) è stato uno scultore e architetto italiano.

## Biografia

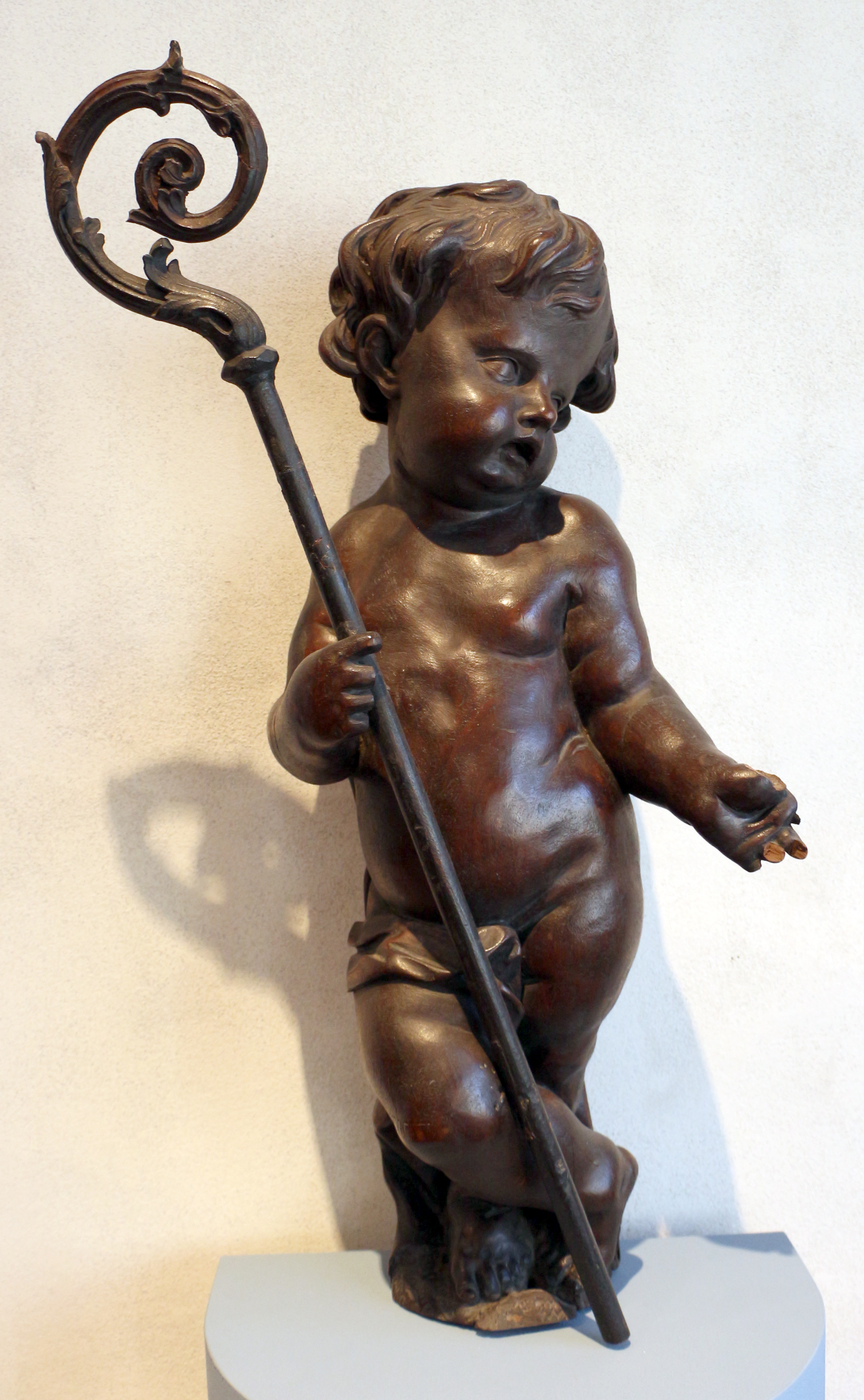
Putto con pastorale (1741), conservato presso il Museo diocesano tridentino

Francesco Oradini, figlio di Tomio, intagliatore di Bezzecca in Val di Ledro e Maddalena Tomazzoli, nacque a Trento il 5 ottobre 1698.
Professionalmente si formò nella bottega paterna dove concretizzò le prime opere di intaglio, nel 1720 soggiornò a Venezia con Giovanni Oradini, suo consanguineo.
Nella chiesa della Confraternita del Carmine a Trento realizzò la Madonna con Bambino sul portale e la facciata, la quale, in seguito alla demolizione dell'edificio, fu spostata nella chiesa parrocchiale della Natività di Maria di Borgo Valsugana. Nella chiesa di San Giuseppe delle orsoline eseguì alcune opere scultoree che decorano i due altari successivamente posti nella chiesa parrocchiale di Santo Stefano di Revò.
Nel 1731, come ingegnere architetto, si occupò dello disfacimento della cripta di Santa Massenza nel duomo di Trento.
Nel 1742 realizzò un progetto per la costruzione della fontana pubblica di Bolzano. A Venezia acquistò del marmo africano che fu utilizzato da Antonio Giuseppe e Domenico Sartori per il baldacchino del Duomo.
Il 9 luglio 1747 fu nominato ispettore e ingegnere di tutte le fabbriche del principato dal vescovo Domenico Antonio Thun, tale incarico fu confermato da Leopoldo Ernesto Firmian l'8 aprile 1750.
A metà del Settecento, su commissione di Francesco Moser, preparò due medaglioni in pietra raffiguranti il Martirio di Simonino e il Simonino in Gloria che si elevano sul palazzo Salvadori.
Nel duomo di Bressanone l'altare del Rosario è opera dell'Oradini.
Nel quartiere di San Martino a Trento progettò la chiesa dedicata al santo, sua l'opera di maggior rilievo, che nel 1944 a causa dei bombardamenti fu distrutta.
Padre di tre figli avuti dalla consorte Margarita Godfridin, si sposò con quest'ultima nel 1736. Morì a Trento il 15 giugno 1754.